# طالب‌آباد (نور)
طالب آباد، روستایی است از توابع بخش چمستان شهرستان نور در استان مازندران ایران.

## جمعیت
این روستا در دهستان ناتل‌رستاق قرار دارد و براساس سرشماری مرکز آمار ایران در سال ۱۳۸۵، جمعیت آن ۲۸۸ نفر (۶۶خانوار) بوده‌است.